# 浄運寺 (新宿区)
浄運寺（じょううんじ）は、東京都新宿区にある浄土宗の寺院。

## 歴史
1619年（元和5年）、信蓮社念誉龍把によって開山された。その後、現在地に移転した。旧所在地及び移転年について、享保年間（1716年 - 1736年）に発生した火事によって記録を失ってしまい、不明になっている。当初は増上寺の末寺であったが、後に知恩院の末寺になっている。
当寺の本尊は、浄土宗の寺としては珍しく観世音菩薩である。慈覚大師円仁の作といわれており、「山の手三十三観音」の一つとされている。この観音目当てで参拝する人々が多く、「浄運寺横町」と呼ばれるくらい賑やかであった。

## 交通アクセス
- 曙橋駅A1出口より徒歩4分（経路案内）。
- 四谷三丁目駅2番出口より徒歩5分（経路案内）。